# روبرت سومنر
روبرت سومنر (بالإنجليزية: Robert Sumner)‏ هو كاتب أمريكي، ولد في 3 أغسطس 1922 في نورويتش في الولايات المتحدة، وتوفي في 5 ديسمبر 2016 في لينشبرغ في الولايات المتحدة.